# 地平線 (フランスの政党)
地平線（ちへいせん、フランス語: Horizons）は、フランスの政党。
2021年10月9日、エドゥアール・フィリップによって設立された。
エマニュエル・マクロン大統領の与党会派の右派陣営を構成しており、2022年のフランス大統領選の際もマクロン大統領を支持した。
再生等と連立を形成して政権与党を担っている。
2022年9月16日、クリスティアン・エストロジ・ニース市長が副代表に選出された。

## 幹部

### 党役員[2]
| 役職             | 氏名                           | 所属 |
| ---------------- | ------------------------------ | --- |
| 代表             | エドゥアール・フィリップ       | ル・アーブル・セーヌ自治体連合会長 ル・アーブル市長                                                            |
| 副代表           | クリスティアン・エストロジ     | プロバンス＝アルプ＝コート・ダジュール地域圏議会筆頭副議長 ニース・コート・ダジュール自治体連合会長 ニース市長 |
| 事務総長         | クリストフ・ベシュ             | アンジェ・ロワール自治体連合会長 アンジェ市長                                                                  |
| 全国財務事務局長 | フランソワ・グラール           | 元高等教育・研究担当大臣                                                                                       |
| 報道担当         | アニエス・フィルマン・ル・ボド | 国民議会議員 セーヌ＝マリティーム県議会議員                                                                    |
| 報道担当         | トマ・メスニエ                 | 国民議会議員 シャラント県議会議員                                                                              |
| 国民議会議員会長 | ロラン・マルカンゲリ           | 国民議会議員                                                                                                   |
| 元老院議員会長   | クロード・マリュレ             | 元老院議員 |
| 欧州議会議員会長 | ステファヌ・セジュルネ         | 欧州議会議員                                                                                                   |